# Malé Uherce
Malé Uherce jsou obec na Slovensku v okrese Partizánske v Trenčínském kraji ležící na úpatí pohoří Tribeč. Žije zde 793 obyvatel.
První písemná zmínka o obci je z roku 1274. V obci je římskokatolický kostel svaté Anny a barokní kaštel z 18. století.